# Rue Harouys
La rue Harouys est une voie de la commune de Nantes, dans le département français de la Loire-Atlantique. 

## Situation et accès
La rue, qui marque la limite entre les quartiers du centre-ville et celui des Hauts-Pavés - Saint-Félix, est bitumée, ouverte à la circulation automobile. Longue de 340 mètres, elle relie la rue Faustin-Hélie au boulevard Gabriel-Guist'hau. À peu près à la mi-parcours de son tracé, elle est traversée par la rue Deshoulières.

## Origine du nom
Elle rend honneur aux quatre maires de Nantes qui portèrent ce patronyme : Guillaume Harouys (de 1571 à 1572), Charles Harouys (de 1623 à 1624), Louis de Harouys (de 1623 à 1624) et Jean de Harouys (de 1625 à 1626).

## Historique
La rue fut ouverte sur un chemin où se trouvait notamment la tenue Saint-Gilles relatée par un acte de 1792. Un moulin se situait dans le passage au niveau du no 24 (passage de la Nobilière), un autre au no 32 de la rue, près de l'actuel boulevard Guist'hau.
En 1852, on inaugura le palais de justice dû aux architectes Saint-Félix Seheult et Joseph-Fleury Chenantais, celui-ci étant entouré du square Faustin-Hélie. Chenantais fera également construire la prison qui jouxte le palais 17 ans plus tard. Le square et la prison bordent le côté sud de la partie orientale de la rue.
La voie a porté les noms de « chemin des Moulins », « rue Valmont » et « rue Pétrarque » . Son appellation actuelle lui a été attribuée le 21 avril 1863, sur la demande des habitants qui adressèrent une pétition.
L'un des premiers lycées de jeunes filles de France y fut créé en 1882 au no 12 grâce à l'achat par la municipalité de deux maisons bourgeoises, entre septembre et novembre, les hôtels particuliers Decré et Dubois. La façade de ce dernier est démoli en 1883, tandis que l'escalier de l'hôtel Decré est conservé. Le lycée est inauguré les 16 et 17 octobre 1892, en présence de Léon Bourgeois, ministre de l'Instruction publique. En 1928, ses pensionnaires quittent les locaux pour ceux du nouveau lycée Gabriel-Guist'hau. Les bâtiments abritent désormais l'école primaire Harouys.
En 1917, le conservatoire de Nantes s'installe au no 3 de la rue, dans l'ancien hôtel Levesque, construit en 1871 et qui avait été acheté par la ville. Il y restera jusqu'en 1973, année de son installation définitive dans ses locaux actuels sur l'île de Nantes. À cette adresse se trouve désormais le Cercle Breton de Nantes.
L'hôtel particulier du no 5 a été construit au XIXe siècle. Anciennement propriété de la famille de Bremond d'Ars, il devient la "Maison de l'avocat" (Ordre des avocats de Nantes), puis la résidence du footballeur Marcel Desailly entre 2009 et 2018.
En 2012, le palais de Justice, situé sur la place Aristide-Briand, est transformé en hôtel Radisson Blu, tandis que la même année l'ancienne maison d'arrêt ferme définitivement ses portes, et est désormais propriété de la SOVAFIM. L'ancienne prison qui doit être rasée (à l'exception de quelques éléments architecturaux comme le porche d'entrée, la cour intérieure et le bâtiment administratif donnant sur la rue Descartes), doit laisser la place à 15 000 m2 de logements neufs, de commerces et d'un prolongement paysager du square Faustin-Hélie le long de la rue Harouys.

## Bâtiments remarquables et lieux de mémoire

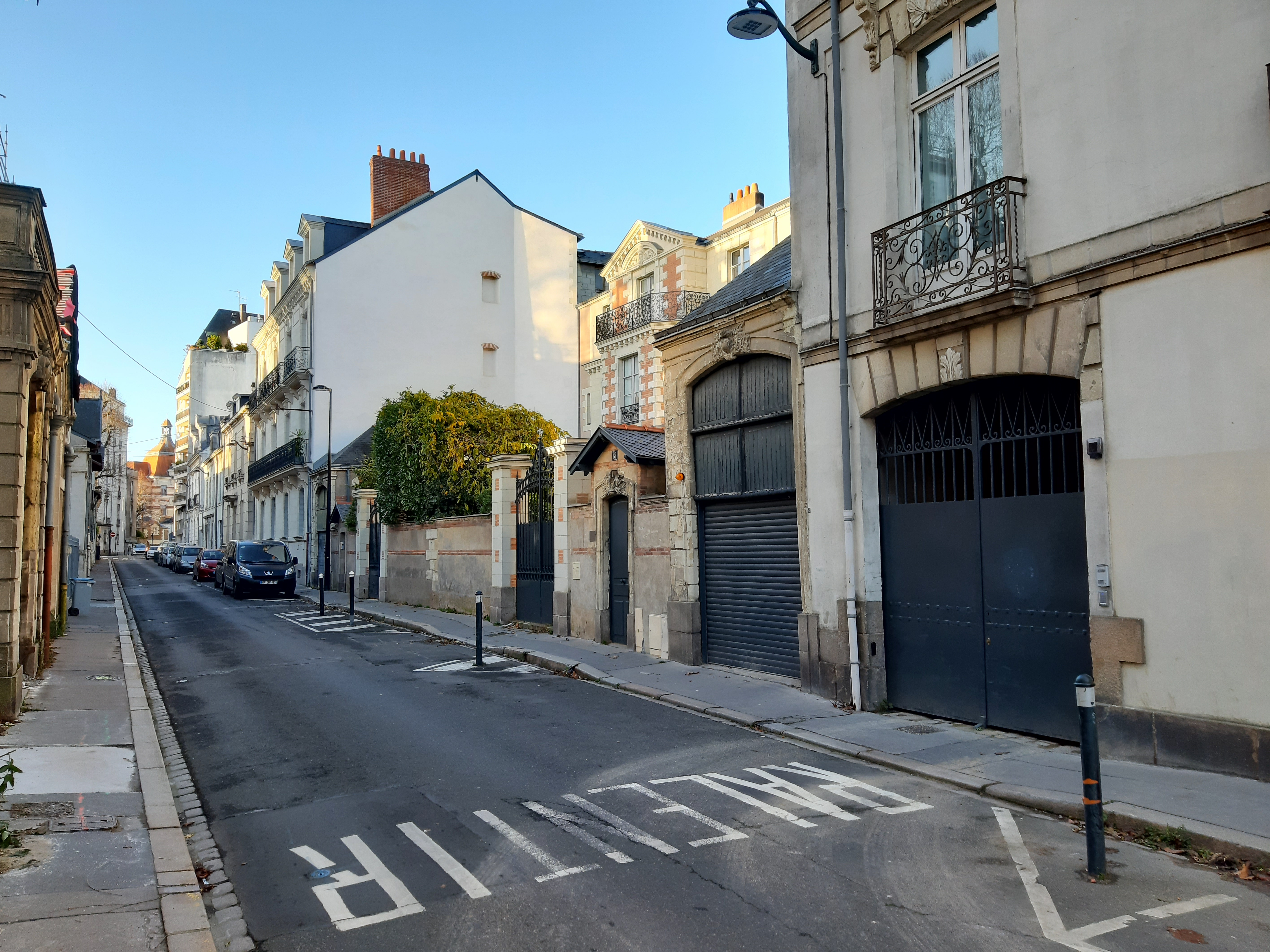
Vue générale
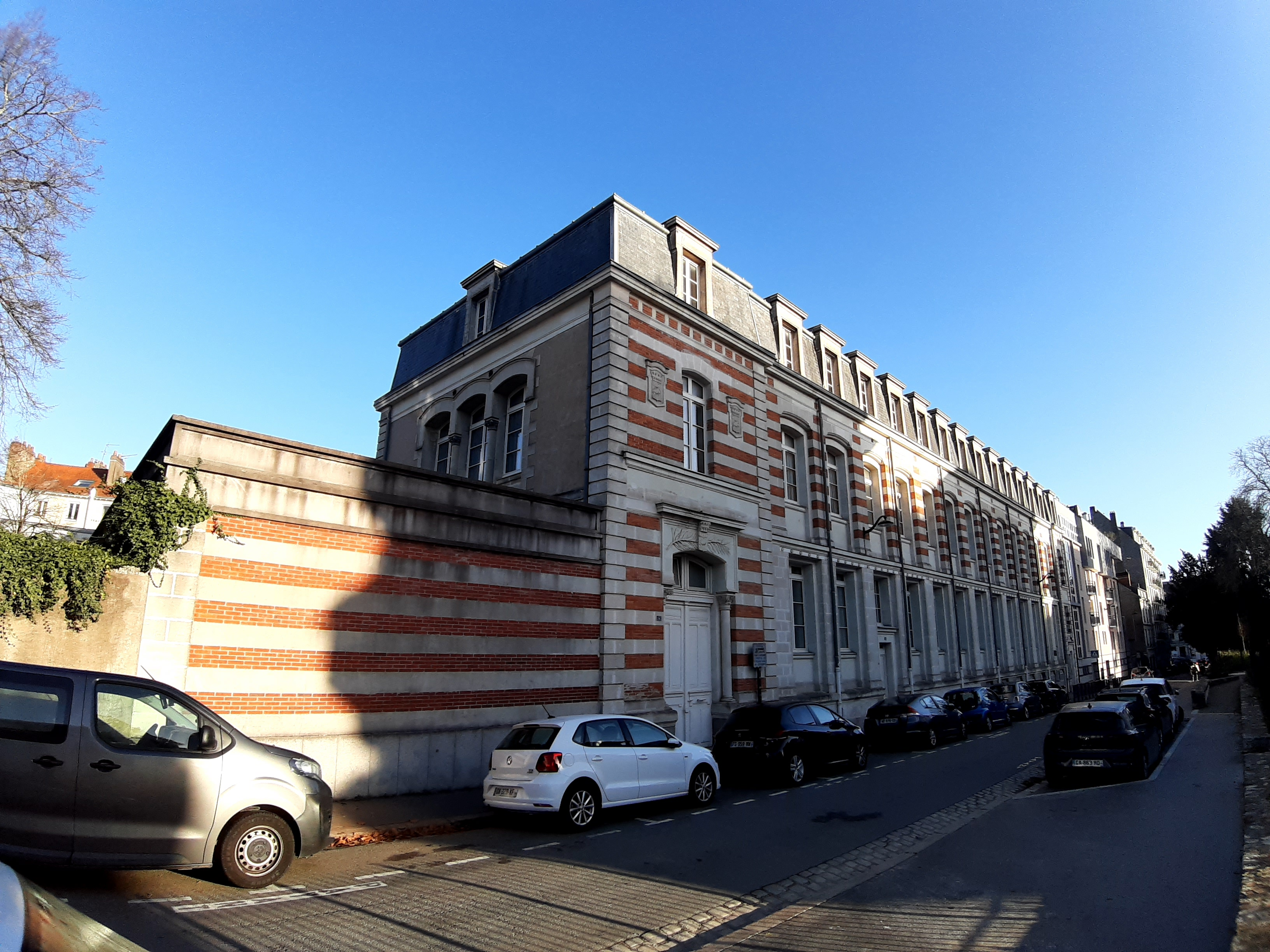
École primaire Harouys, n°12
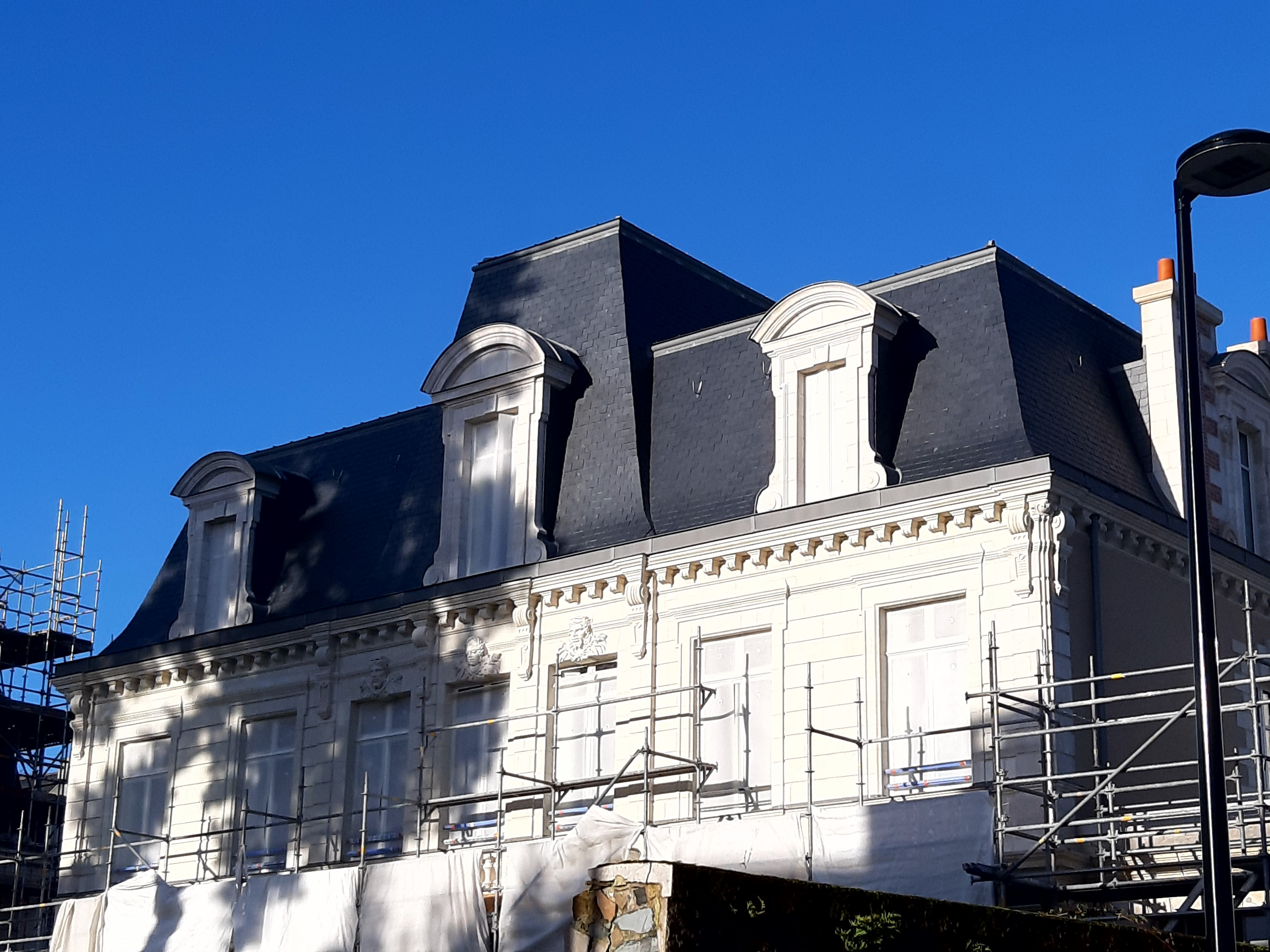
Hôtel Levesque, façade n°3, côté jardin
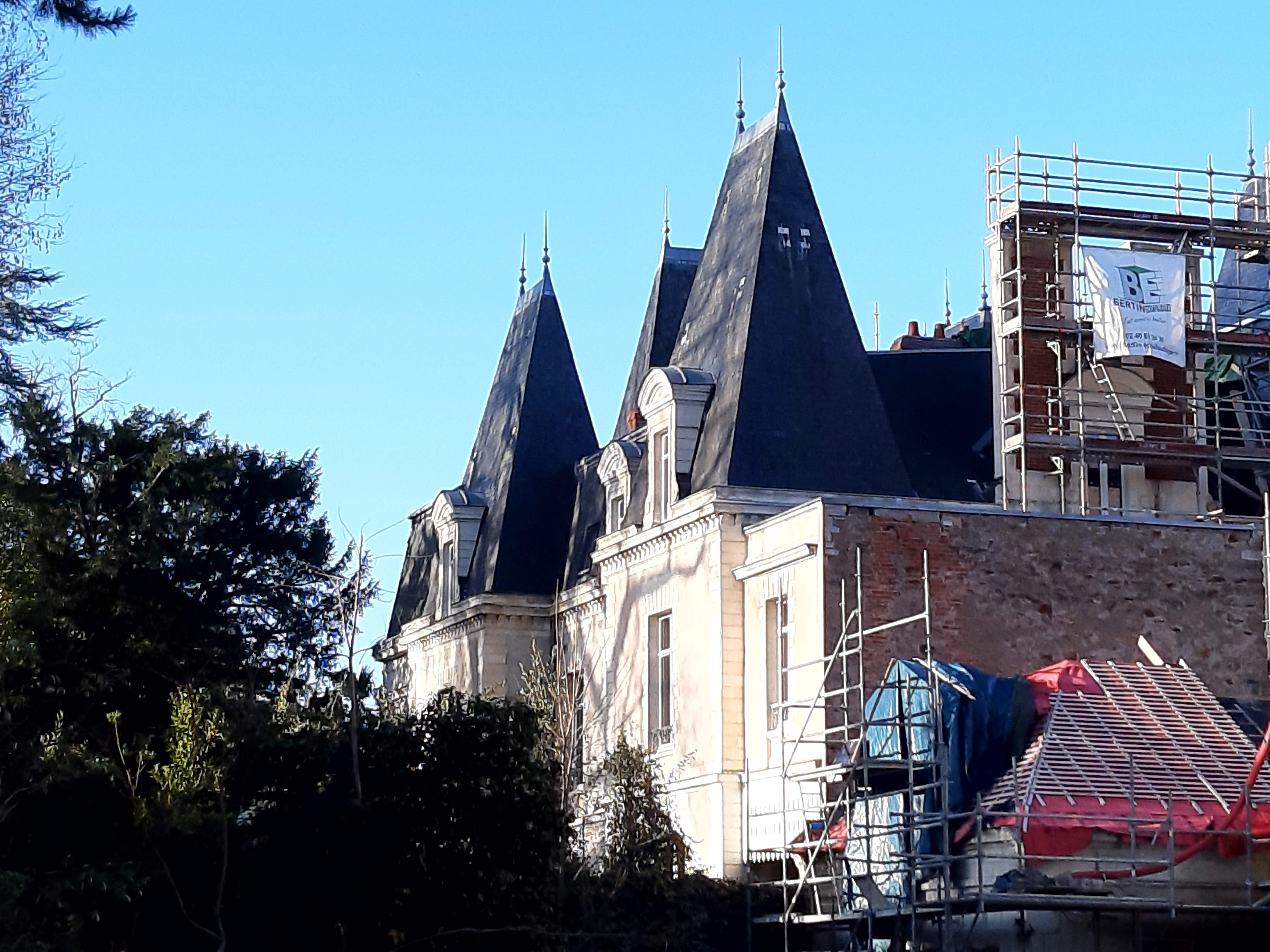
Façade n°5, côté jardin

## Impasse de la Nobilière
Localisation : 47° 13′ 00″ N, 1° 31′ 53″ O

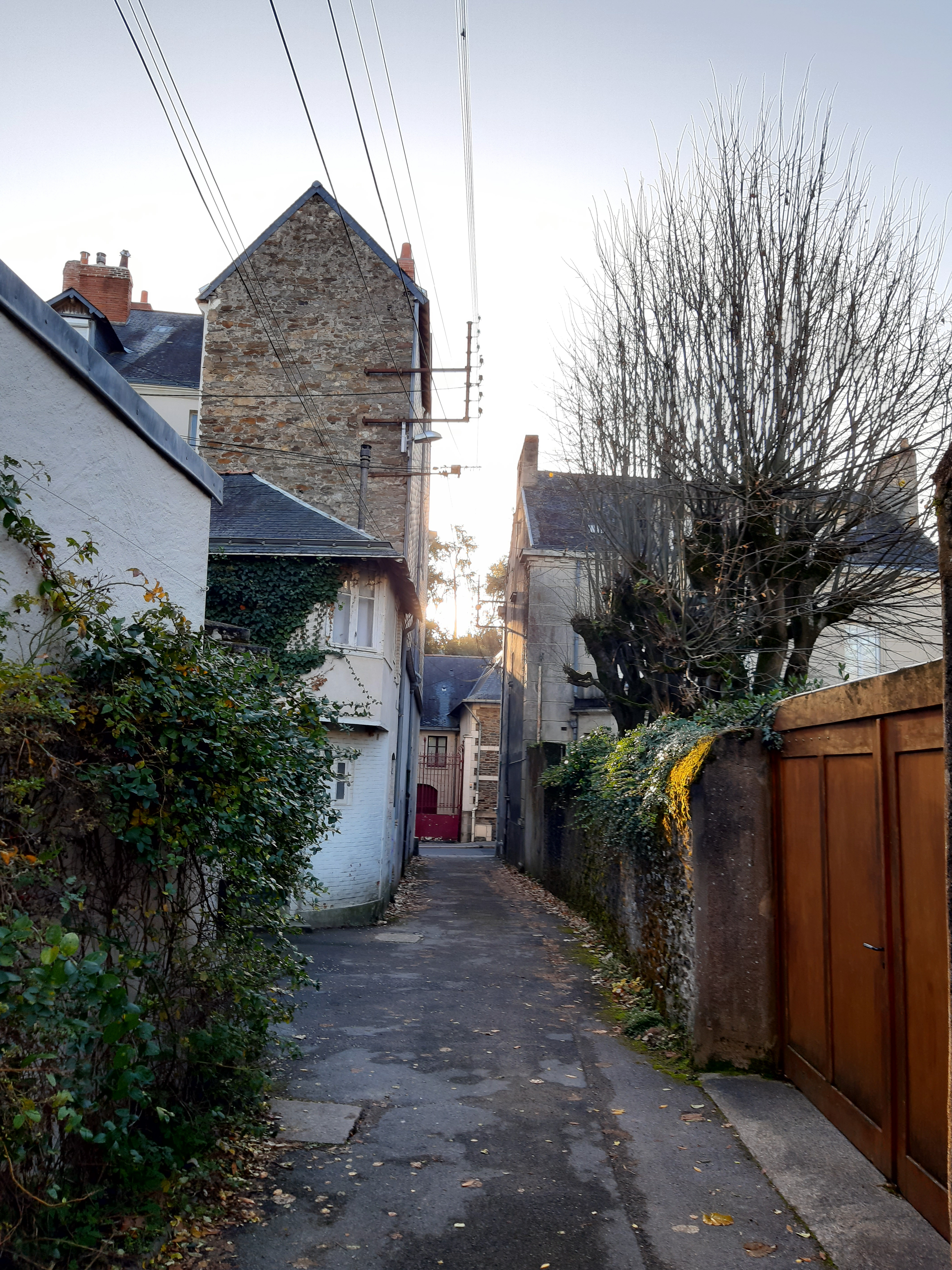
Impasse de la Nobilière, débouchant sur la rue Harouys

Cette impasse de presque 60 mètres débouche sur le côté nord de la rue au no 24.